# Joseph Mazzello
Joseph Francis Mazzello III (Rhinebeck, Nueva York, 21 de septiembre de 1983) es un actor estadounidense conocido por interpretar a Tim Murphy en la película Parque Jurásico y también por interpretar al Marine Eugene Sledge en la miniserie de HBO The Pacific. También interpretó al bajista de la banda Queen, John Deacon, en el biopic Bohemian Rhapsody.

## Biografía
Joseph nació en Rhinebeck, Nueva York, pero se crio en Hyde Park. Hijo de Ginnie y Joseph Mazzello, Jr., propietario de una escuela de artes escénicas, tiene una hermana mayor, Mary Mazzello, y un hermano menor, John Mazzello, que ha interpretado pequeños papeles en varias películas. Joseph fue alumno de la Universidad del Sur de California y se graduó en la promoción de 2005.
Mazzello debutó como director con el cortometraje Matters of Life and Death (2010), en la cual también actuó junto a David Strathairn y Rachael Leigh Cook. Posteriormente encarnó al Marine Eugene Sledge en la miniserie The Pacific, producida por Steven Spielberg y Tom Hanks. En 2016 estrenó su primer largometraje como director, Undrafted, sobre un equipo de béisbol, donde además participó como actor.

## Filmografía

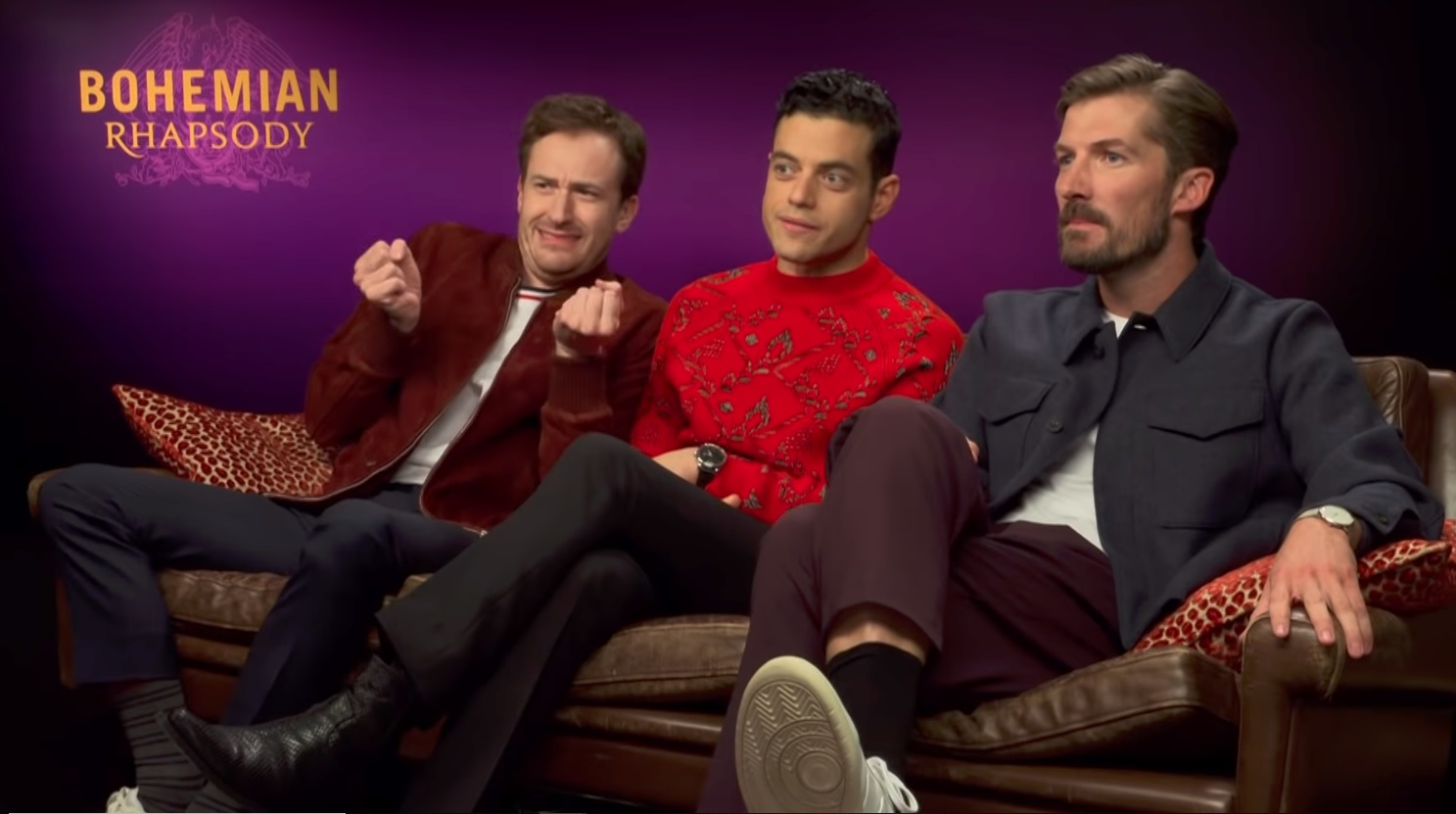
De izquierda a derecha, Joseph Mazzello, Rami Malek, y Gwilym Lee durante la promoción de Bohemian Rhapsody en octubre de 2018.

### Cine
| Año                              | Título                                                                | Personaje         |
| -------------------------------- | --------------------------------------------------------------------- | ----------------- |
| 1990                             | Presumed Innocent                                                     | Wendell McGaffney |
| 1992                             | La fuerza de la ilusión                                               | Bobby             |
| 1992                             | Jersey Girl (Ese hombre es para mí)                                   | Jason             |
| 1993                             | Parque Jurásico                                                       | Tim Murphy        |
| 1993                             | Tierras de penumbra                                                   | Douglas Gresham   |
| 1994                             | The River Wild (Río salvaje)                                          | Roarke Harman     |
| 1995                             | The Cure                                                              | Dexter            |
| 1995                             | Three Wishes                                                          | Tom Holman        |
| 1997                             | The Lost World: Jurassic Park                                         | Tim Murphy        |
| 1997                             | Star Kid                                                              | Spencer Griffith  |
| 1998                             | Simon Birch                                                           | Joe Wenteworth    |
| 2001                             | Wooly Boys                                                            | Charles           |
| 2004                             |                                                                       |                   |
| Raising Helen (Mamá a la fuerza) | Prom Date Peter                                                       |                   |
| 2004                             | The Hollow                                                            | Scott             |
| 2004                             | The Sensation of Sight                                                | Tripp             |
| 2007                             | Matters of Life and Death (director, guionista y productor ejecutivo) | David Jennings    |
| 2010                             | The Social Network                                                    | Dustin Moskovitz  |
| 2013                             | G.I. Joe: Retaliation                                                 | Mouse             |
| 2013                             | Dear Sidewalk                                                         | Gardner           |
| 2015                             | Undrafted                                                             | Pat Murray        |
| 2018                             | Bohemian Rhapsody                                                     | John Deacon       |
| 2023                             | Unexpected                                                            | Bob               |

### Televisión
| Año  | Título                                                                   | Personaje            |
| ---- | ------------------------------------------------------------------------ | -------------------- |
| 1990 | Unspeakable Acts                                                         | Jason Harrison       |
| 1992 | Desperate choices: to save my child                                      | Willy Robbins        |
| 1994 | Live & Kicking                                                           | Él mismo             |
| 1995 | A father for Charlie                                                     | Charlie              |
| 1998 | Stories from my childhood (episodio Pinocchio and the Golden Key)        | Voz                  |
| 2002 | Providence (episodios The eleventh hour y The eleventh hour part 2)      | Tony                 |
| 2003 | CSI: Crime Scene Investigation (episodio La maravilla de un golpe único) | Justin Lamond        |
| 2004 | Sin Rastro (episodio El legado)                                          | Sean Stanley         |
| 2005 | Greatest ever screen chases                                              | Él mismo             |
| 2010 | The Pacific                                                              | Eugene B. Sledge     |
| 2012 | Coma                                                                     | Geoffrey Fairweather |
| 2013 | Justified                                                                | Billy St. Cyr        |
| 2014 | Person of Interest                                                       | Daniel Casey         |
| 2016 | Elementary                                                               | Griffin              |
| 2021 | Impeachment: American Crime Story                                        | Paul Begala          |